# Marinus Wagtmans
Marinus Wagtmas, detto Rini (Sint-Willebrord, 26 dicembre 1946), è un ex ciclista su strada e pistard olandese.
Professionista dal 1968 al 1973, ottenne due successi di tappa alla Vuelta a España e tre al Tour de France, dove indossò per un giorno la maglia gialla. Nel 1966 fu medaglia d'argento mondiale nella cronosquadre.

## Carriera
Passato professionista nel 1968 con la Willem II-Gazelle, nella stagione del debutto riuscì a vincere quattro corse, fra cui una tappa alla Bicicletta Basca ed un'altra nella Quattro Giorni di Dunkerque. Fu inoltre secondo al Giro del Belgio. Nel 1969 vinse tre criterium e alla Vuelta a España riuscì ad arrivare sul podio finale. Ottenne buoni risultati anche nelle corse al nord, dove fu secondo sia alla Quattro giorni di Dunkerque che al Giro del Lussemburgo; fu anche terzo nella Bicicletta Basca. Si concentrò anche nell'attività su pista e fu terzo nell'inseguimento individuale ai campionati nazionali.
L'anno successivo vinse cinque corse, fra cui due tappe alla Vuelta a España ed una al Tour de France, oltre a due criterium, a Koksijde e Plumeliau. Nel 1971 vinse ancora una tappa al Tour de France, il primo dei tre segmenti della seconda frazione, e indossò per un giorno, in verità per poche ore, la maglia gialla. In quella stessa stagione partecipò anche al suo unico Giro d'Italia, che concluderà sedicesimo, e fu terzo nella Milano-Torino.
L'anno successivo colse la terza vittoria al Tour de France e un terzo posto al campionato nazionale su strada. Mentre si preparava per la stagione del 1973, da alcuni controlli risultarono dei problemi cardiaci che lo costrinsero al ritiro.

## Palmarès
- 1966 (dilettanti)

2ª tappa Ronde van Midden-Zeeland
Classifica generale Ronde van Midden-Zeeland
1ª tappa Tour de Namur
10ª tappa Tour de l'Avenir
- 1967 (dilettanti)

5ª tappa Österreich-Rundfahrt
7ª tappa Österreich-Rundfahrt
Classifica generale Österreich-Rundfahrt
1ª tappa Tour de Namur
3ª tappa Tour de Namur
- 1968

5ª tappa Quatre Jours de Dunkerque
3ª tappa, 1ª semitappa Euskal Bizikleta
- 1970

15ª tappa Tour de France
11ª tappa Vuelta a España
13ª tappa Vuelta a España
- 1971

3ª tappa Tour de France
- 1972

18ª tappa Tour de France

### Altri successi
- 1968

Acht van Chaam
- 1971

Prologo Tour de France (cronosquadre)
Acht van Chaam

## Piazzamenti

### Grandi Giri
- Giro d'Italia

1971: 16º
- Tour de France

1969: 6º
1970: 5º
1971: 16º
1972: 54º
- Vuelta a España

1969: 3º
1970: ritirato
1972: fuori tempo (5ª tappa)

### Classiche monumento
- Milano-Sanremo

1969: 33º
1970: 84º
- Giro delle Fiandre

1968: 41º
1971: 29º

### Competizioni mondiali
- Campionati del mondo

San Sebastián 1965 - In linea Dilettanti: 16º
Nürburgring 1966 - Cronometro a squadre: 2º
Imola 1968 - In linea: ritirato
Zolder 1969 - In linea: 26º
Leicester 1970 - In linea: 51º
Mendrisio 1971 - In linea: 26º
Gap 1972 - In linea: 23º